# Cataplexia
La cataplexia o cataplejía consiste en episodios súbitos y generalmente breves de pérdida bilateral del tono muscular durante la vigilia.

## Características
La mayoría de las veces los episodios aparecen en relación con emociones intensas, sobre todo positivas. La hipotonía o flacidez muscular repentina detonada por estas emociones hace que la persona sienta que le fallan ciertos músculos: una rodilla, un brazo, el cuello... provocando en los casos más extremos la caída. 
Estos episodios duran entre unos segundos y unos minutos, durante los cuales la persona se encuentra plenamente consciente de todo lo que ocurre a su alrededor aunque sus músculos no respondan.

## En la narcolepsia
Puede ser el primer síntoma de la narcolepsia, aunque suele presentarse después de la manifestación de la somnolencia diurna, pero existe la posibilidad de que no se dé. Es considerada como el único síntoma específico de la narcolepsia, ya que el resto pueden afectar a otras enfermedades o trastornos. La cataplexia en narcolépticos se da únicamente en los casos de narcolepsia tipo 1. 
La cataplexia es la supresión anormal de la actividad motora esquelética (es como si los músculos se durmiesen). En personas sanas tiene lugar durante el sueño MOR; sin embargo, en los narcolépticos que sufren cataplexia esta inhibición se produce anormalmente fuera del contexto del sueño y se manifiesta como un ataque catapléjico.
La investigación sobre la cataplexia se ha centrado en las células de la formación reticular caudal que controlan la relajación muscular durante el sueño MOR, las células del núcleo magnocelular del bulbo raquídeo. 
Es un trastorno del sueño paradójico, presente exclusivamente en narcolépticos, causado por una inhibición generalizada de las neuronas motrices por intrusión de elementos del sueño MOR.